# 關東二十日會
關東二十日會，為關東地方的博徒系犯罪組織間的親睦團體。

## 略史
前身為兒玉譽士夫所提倡的關東會；之後，成為關東地區犯罪組織為了共同抵禦當時全國擴展的三代目山口組進入關東地區而發展成的親睦團體。

## 加盟團體

### 現在的加盟團體
- 住吉會
- 稻川會
- 松葉會
- 東亞會
- 雙愛會

### 以前曾經加盟的團體
- 國粹會 - 因併入六代目山口組而脫離。
- 二率會 - 解散。